# Voïvodie de Włocławek
Pour les articles homonymes, voir Włocławek (homonymie).
La voïvodie de Włocławek (en polonais : województwo włocławskie) était une unité de division administrative et un gouvernement local de Pologne entre 1975 et 1998. 
Son territoire s'étendait sur 4 402 km2 et il est désormais couvert par la voïvodie de Couïavie-Poméranie.
En 1998, la voïvodie comptait 434 700 habitants.
La capitale de la voïvodie était Włocławek.